# Анна Анка
Анна Анка (швед. Anna Anka; нар. 28 квітня 1971) — шведсько-американська модель, актриса і письменниця. Колишня дружина канадського співака Пола Анки. Знімалася в шведському реаліті-шоу Svenska Hollywoodfruar (Шведські дружини в Голлівуді).

## Життєпис
Анна Данута Колодзейська народилася в Польській Народній Республіці. Її мати померла дуже рано, у віці трьох років Анка була удочерена подружньою парою Обергів (Åberg), які проживали в місті Бюв, Швеція. Переїхала до Сполучених Штатів Америки в 1993 році після того, як потрапила на восьму позицію міжнародного конкурсу Міс гавайські тропіки.
Анка тоді ж вирішила стати професійною моделлю, а шість років потому була найнята як особистий тренер музиканта Пола Анки. Вони одружилися в 2008 році, у них народився син. Розлучилися в 2010 році. Анка втратив опіку над своїм сином Ітаном 3 липня 2017 року. Також у неї є дочка Еллі.

### Кар'єра
Анка знялася в епізодичній ролі в американському фільмі" Тупий і ще тупіший, в титрах була вказана як Анна Оберг. Також грала незначні ролі у фільмах Спеціаліст і Зона висадки.
У 2005 році народила сина на ім'я Ітан від Пола Анки, в 2008 році вони одружилися і вона стала домогосподаркою. У 2010 році пара розлучилася.
Анка випустила навчальний посібник для вагітних під назвою The 30-minute pregnancy workout book.

### Svenska Hollywoodfruar
У 2009 році, Анка стала відома широкій публіці після участі в реаліті-шоу Svenska Hollywoodfruar, де вона була однією з трьох шведських жінок, які жили в Голлівуді. Передача, яка була показана на шведському телеканалі TV3, мала надзвичайно високі рейтинги і встановила новий глядацький рекорд на телеканалі TV3.